# Marcin Gomoła
Marcin Adam Gomoła (ur. 3 grudnia 1972) – polski prawnik, menedżer i urzędnik państwowy, w latach 2006–2007 zastępca przewodniczącego Komisji Nadzoru Finansowego.

## Życiorys
W 1996 został absolwentem Wydziału Prawa i Administracji Uniwersytetu Warszawskiego. Odbył następnie kursy menedżerskie, a w 2021 ukończył studia typu MBA w Instytucie Nauk Ekonomicznych PAN. Autor publikacji naukowych z zakresu prawa handlowego, współautor ustawy o wolnym dostępie do zawodu prawnika. Pracował w kancelariach prawniczych, następnie jako dyrektor działów prawnych w ComputerLand SA i Banku Gospodarstwa Krajowego. Zasiadał w Sądzie Polubownym I kadencji przy Komisji Papierów Wartościowych i Giełd, a następnie w Sądzie Polubownym przy Komisji Nadzoru Finansowego.
5 października 2006 został powołany przez premiera Jarosława Kaczyńskiego na stanowisko zastępcy przewodniczącego Komisji Nadzoru Finansowego, odpowiedzialnego za rynek finansowy i politykę międzysektorową. Odwołany z funkcji z końcem września 2007 po złożeniu dymisji. Później podjął pracę na stanowiskach menedżerskich w Ernst & Young i T-Mobile Polska. Przewodniczył komisjom ds. compliance w Polsko-Niemieckiej Izbie Przemysłowo-Handlowej oraz Giełdzie Papierów Wartościowych. Następnie został prezesem grupy kapitałowej Polnord.